# L.A.ロー 七人の弁護士
『L.A.ロー 七人の弁護士』（エルエーロー しちにんのべんごし、英: L.A. Law）は、アメリカ合衆国のテレビドラマである。1986年から1994年に渡って放映された。ロス暴動を取り扱うなど、1980年代後半から1990年代前半にかけてのアメリカ社会の映し鏡ともいえるドラマである。

## 概要
ロサンゼルスにある「マッケンジー＆ブラックマン法律事務所」に所属する弁護士たちの活躍を描いたヒューマンドラマ。シーズン1から8が製作されたことから見ても、大成功を収めたテレビドラマのひとつであるといえる。映画『七人の侍』から着想を得ている。
エミー賞作品賞を1987年、1989年から1991年に渡って3年連続の計4回受賞している。1994年第8シーズンをもってシリーズ終了し、その後2002年には単発2時間ものTVムービー「LA・ロー 帰ってきた七人の弁護士(L.A. LAW_THE MOVIE)」が放映されている。
『アリー my Love』などで脚本を執筆しているデビッド・E・ケリーが、法関連監修役としてはじめてショウビジネスに足を踏み入れ、かつ第一シーズンにおいて脚本デビューを果たした作品でもある。
日本では地上波深夜にシーズン8まですべてが放映され、CS放送の海外ドラマ専門チャンネルでも何度かリピート放映されている。現在のところ(2016年7月）、DVDビデオはアメリカとイギリスでシーズン1から3までが発売されている。日本語版は今のところ発売されていない。
1986年に97分のパイロット版が制作されその後「カリフォルニア・ジャスティス」として日本版も放映開始後にはVHSテープで発売されている。
舞台の法律事務所名称はシーズンを追って数度変更されている。パイロット版と初期は「マッケンジー・ブラックマン＆チェニー法律事務所」で、税務に強いチェニー弁護士はパイロット版と第一回目に座った状態の遺体で登場、オフィスで残業中急死し週休明けの朝発見され警察の現場検証と遺体搬出の場面がある。

## 登場人物
リーランド・マッケンジー
演 - リチャード・ダイサート、日本語吹替 - 西川幾雄
マッケンジー&ブラックマン法律事務所の経営者（シニア・パートナー）、弁護士。ダグラスの父親とマッケンジー&ブラックマン法律事務所を創設。事務所の父親的存在で法廷に立つことは殆ど無く事務所の経営運営、訴訟戦術指示や助言、番組では描かれていないが企業の法律顧問など。地方検事の経験がある。シーズン3では連邦判事に指名されたが、事務所が受託したある上院議員に関する裁判に調整と統制（手心）を加える代償と知ると任命を辞退している。
ダグラス・ブラックマンJr.
演 - アラン・レイキンズ、日本語吹替 - 有本欽隆
マッケンジー&ブラックマン法律事務所の経営者でパートナー待遇、リーランド・マッケンジーと父親が作った法律事務所を継いだ。シーズン5では共同シニア・パートナーになる。事務所のマネージング・プランナー、オフィスマネージメントを務め、法廷に立つことは少なく依頼者（クライアント）とその訴訟内容など案件を事前審査する決済責任者で、所属弁護士が私的依頼されあからさまに不利な案件や事務所の収益に成らないものは却下する事務所内では嫌われ者。恐妻家。いつも苦虫を噛み潰す表情とは裏腹に仕事を離れるとお調子者と描かれる場面が多い。また責任者として依頼を断った性同一性障害者の民事賠償訴訟を部下が私情で勝手に引受けてしまい、そのスケジュール都合からピンチヒッターで法廷に立ち勝訴に導くなど高い実力を持つ弁護士でもある。
マイケル・クーザック （シーズン5まで）
演 - ハリー・ハムリン、日本語吹替 - 大滝進矢
弁護士、出資金無しで事務所経営には関与しない雇われのアソシエイト待遇。事務所のエースと自負し熱血漢。リーランドの推薦からパートナーに昇格し「マッケンジー・ブラックマン・チェイニー＆クーザック法律事務所」と文字通りの看板弁護士になったが職務倫理でリーランドと対立し退所した。
ビクトル・シフエンテス （シーズン6まで）
演 - ジミー・スミッツ、日本語吹替 - 堀内賢雄
弁護士、アソシエイト。ヒスパニック系、シーズン1でマイケル・クーザックから誘いと推薦からマッケンジー&ブラックマン事務所に移籍する。貧困層出身、以前は貧者相手の弁護士事務所で活動し金持ち依頼者が多い事務所への移動をためらったが廉直なリーランドとマイケルの仕事を選ばない姿勢と情熱に絆され決意した。グレース・ヴァン・オーウェンと結婚しマイケル独立後に退所。
アーノルド “アーニー”・ベッカー
演 - コービン・バーンセン、日本語吹替 - 富山敬→堀内賢雄
マッケンジー&ブラックマン所属の弁護士、アソシエイト。離婚訴訟専門で自身もしばしば女性問題を起こしている。名が通る程の実績を持ち事務所収益に大きく貢献、度あることに独立をちらつかすが同僚に自身の問題を解決してもらったり仲間意識と友情から決断出来ずパートナー昇格と名称「マッケンジー・ブラックマン&ベッカー法律事務所」で妥結する。オープニングに登場するナンバープレート「LA LAW」を付ける乗用車オーナーである。
ロクサーヌ “ロクシー”・メルマン
演 - スーザン・ルタン[:en]、日本語吹替 - 竹口安芸子
ベッカーの秘書。実父は放蕩者のギャンブラー。秘書勤務の一方歌手志望でレッスンに通いナイトクラブのオーディションに参加している。恋人が登場しシーズン3ではその一人実業家デビッド・マイヤーと結婚するが奇行から離婚。その後トミー・ミュルニーの子供を妊娠するが、元夫のデビッドと再婚。
デビッド・メイヤー （シーズン2〜）
演 - ダン・フロレク
マッケンジー&ブラックマン法律事務所の顧客で実業家。広告業（ダイレクトメール代行業）で成功しシーズン3ではロクシーと一時結婚、シーズン5ではマイケル・クーザックらの内紛に揺れ法廷闘争に展開し分裂の危機に瀕した事務所の管財人に名を連ねた。準レギュラーで登場しない回もある。
アン・ケルシー
演 - ジル・アイケンベリー、日本語吹替 - 滝沢久美子
マッケンジー&ブラックマン所属の弁護士。アソシエイト。のちにスチュアートと結婚。
私生活においてもスチュアート役マイケル・タッカーの伴侶。
スチュアート・マーコイッツ
演 - マイケル・タッカー[:en]、日本語吹替 - 喜多川拓郎
弁護士、アソシエイト。ユダヤ系。会計・税務関係が得意分野で死去したチェニー弁護士の業務を引き継ぐ。パートナー昇格後オフィスマネージメント職をダグラスに代わって務めたことがある（シーズン3）。誠実で穏やか口論に及ぶ事は滅多に無く、のちに（シーズン2）勝ち気な性格のアンと結婚した。シーズン7、129話でロス暴動に巻き込まれ怪我と幼児退行の心身障がいの重傷を負ったが回復復帰している。アン役のジル・エイケンベリーとは1973年に結婚し現在（2016年7月）に至る。
アビー・パーキンス （シーズン5まで）
演 - ミシェル・グリーン[:en]、日本語吹替 - 吉田美保
弁護士、アソシエイトのちパートナーに昇格（シーズン5終盤）。離婚歴と子供有り。ダグラスと対立し一時独立し個人事務所をかまえたが復帰している。
ジョナサン・ローリンズ （シーズン2〜）
演 - ブレア・アンダーウッド、日本語吹替 - 小野健一
弁護士、アフリカ系アメリカ人。アソシエイト待遇でシーズン8でパートナーに昇格。UCLA、ハーバードロースクール卒業、リーランド・マッケンジーがスカウトした。
ベニー・スタルウィクス （シーズン2〜）
演 - ラリー・ドレイク、日本語吹替 - 広瀬正志
オフィス・メッセンジャー、知能発達障がい者。郵便物仕分、資料室の書類整頓といった雑務担当。事務所の人間関係に困惑し右往左往し、自身の結婚問題から主役級のエピソード有り。演じたラリー・ドレイクは1988年と1989年にエミー賞を受賞している。
カラ・ジーン・“CJ”・ラム （シーズン5、6）
演 - アマンダ・ドノホー[:en]、日本語吹替 - 一城みゆ希
弁護士、アソシエイト待遇。ハリウッドに友人が多く、人手不足にトミー・ミュルニーを起用したり破天荒でシーズン6一杯で退所、次の129話冒頭、弁護士達会話の中で事務所を辞めた理由がスポーツ選手転職だったことが判る。
トミー・ミュルニー （シーズン5〜）
演 - ジョン・スペンサー、日本語吹替 - 長島雄一
弁護士、アソシエイト待遇。私生活は離婚を経てアルコール依存症を煩ったりどん底状態、カラ・ジーン・ CJ ・ラムに数合わせの共同弁護に指名され半ば休業状態の弁護士業を再開、実力を認められ事務所にスカウトされた。
グレース・ヴァン・オーウェン
演 - スーザン・デイ、日本語吹替 - 羽村京子→伊倉一恵
地方検事。のちに一旦判事になるが辞職し弁護士となりマッケンジー&ブラックマンに入る
ロザリンド・シェイズ （シーズン4、5）
演 - ダイアナ・マルドア、日本語吹替 - 瀬畑奈津子
弁護士、パートナー待遇。マイケル・クーザックらと確執が生じ、リーランド・マッケンジーが事務所維持経営上からスカウトした。依頼者には多くの顧問企業を抱えて辣腕だが野心も強く事務所ではリーランド以外とは馴染めなかった。やがてリーランドの後見を利用して事務所乗っ取りを画策、法廷闘争で対立者の追放を謀り達成を目前にしてエレベーターの誤動作からエレベーター・ホールに転落し急死する。

## 日本語版制作スタッフ
- 演出：田島荘三→春日正伸
- 翻訳：和島陽子
- 調整：栗林秀年
- 効果：山本洋平
- 制作担当：白石寿里
- 編集スタジオ：ムービーテレビジョンスタジオ
- 録音スタジオ：Studio Saurus
- 配給：ムービーテレビジョン